# Bartholomeüskerk (Schoonhoven, Wal 30)
De Bartholomeüskerk in de Zuid-Hollandse plaats Schoonhoven is een in 1905 gebouwde eenbeukige zaalkerk, met een toren aan de rechter- of noordzijde. De kerk is in gebruik bij de Oud-Katholieke parochie van de H. Bartholomeüs en gevestigd aan de Wal 30 te Schoonhoven.

## Kerk
De kerk is gebouwd als vervanger van een verouderde schuilkerk aan de Nes ingang aan de lopikerstraat, en op 16 mei 1905 gewijd.
De kerk is gebouwd in rationalistische stijl, naar een vereenvoudigd ontwerp uit 1903 van architect J.G. Copper en uitgevoerd door aannemer G.H. Kuylenburg. De kerk is gebouwd met rode waalsteen en versierd met hardstenen elementen in bescheiden jugendstilvormen. De kerk heeft een eenbeukige schip van vier traveeën lang. De kerk heeft een koor met een driezijdige koorsluiting aan de westzijde. De hoofdingang is gevestigd aan de oostzijde. Op de top van deze zijde is een robuust stenen kruis geplaatst. Op de noordoosthoek van de kerk staat een zeshoekige traptoren met spits. Aan de zuidoosthoek is op een console in een nis een stenen beeld van Bartolomeüs geplaatst.
Links van de kerk is een kosterswoning gevestigd, rechts (naast de toren) een pastorie.

## Interieur
De kerk heeft van binnen een houten lambrisering, met daarboven een gepleisterde wand en een houten dakbekleding. De kerk is niet voorzien van kerkbanken, maar van losse stoelen.
De kerk heeft diverse 18e-eeuwse heiligenbeelden, namelijk:
- een beeld van Bartolomeüs, links voor het koor;
- een beeld van een gekroonde Madonna met kind, rechts voor het koor;
- een beeld van Anna met de jonge Maria, aan de rechter- of noordzijde van de kerk.

In het koor zijn drie glas in loodramen aanwezig, het linker- en het rechterraam bevatten blank vensterglas, het middelste raam is voorzien van gebrandschilderd glas met een afbeelding van de opgestane Christus, met daarboven de tekst 'Vrede zij ulieden'. Aan de linker- of zuidzijde hangt een schilderij van de opstanding van Christus.
Het interieur bevat verder:
- een houten communiebank met houtsnijwerk van het laatste avondmaal[5];
- een tabernakel uit circa 1690 (barok)[2]
- een kroonluchter met twee kransen van zes armen uit de 17e eeuw[6][7].

## Orgel
De kerk heeft een orgel uit circa 1890 van firma Le Mintier en Gloton uit Nantes, Frankrijk. Dit betreft een eenklaviers mechanisch orgel. Het orgel staat op een orgelgalerij aan de oostzijde (of ingangszijde) van de kerk. Het orgel heeft in het zusterklooster 'La Sagesse' te Golders Green, Londen gestaan. Na de sluiting van dit klooster in 1970 is het orgel geschonken aan mw. Juni Ellis, waar het tot 1985 in haar garage heeft gestaan. In 1985 is het orgel geschonken aan 'The Mount School' te Londen, waar het is gerestaureerd door de firma Andrew Cater uit Wakefield. Na de restauratie is het in de Church Hall van de school geplaatst. In 1992 is het orgel te koop aangeboden en via een particulier aangekocht door de Oud-Katholieke parochie te Schoonhoven.
In 2005 is het orgel gerestaureerd door J.C. van Rossum, onder advies van J. Spaans.
Op 1 september 2003 werd het kerkorgel aangewezen als rijksmonument.

### Dispositie van het orgel
| Manuaal C–g3       |     |
| Bourdon d          | 16′ |
| Bourdon b          | 8′  |
| Flûte Harmonoque d | 8'  |
| Violon-Celle b/d   | 8'  |
| Voix-Célèste d     | 8′  |
| Flûte-Octaf b/d    | 4′  |
| Trompette b/d      | 8′  |

## Afbeeldingen

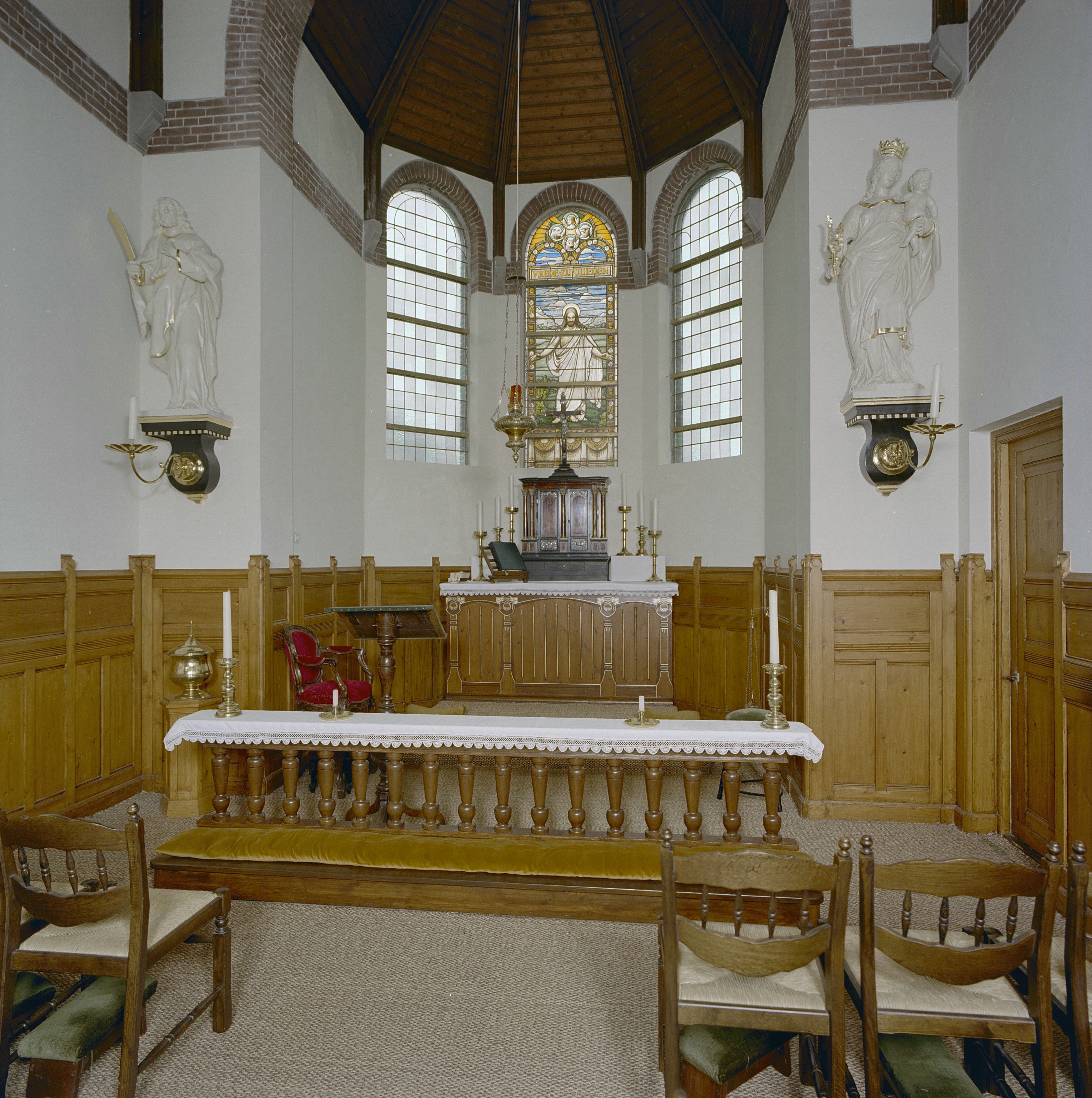
Overzicht koor (2002)
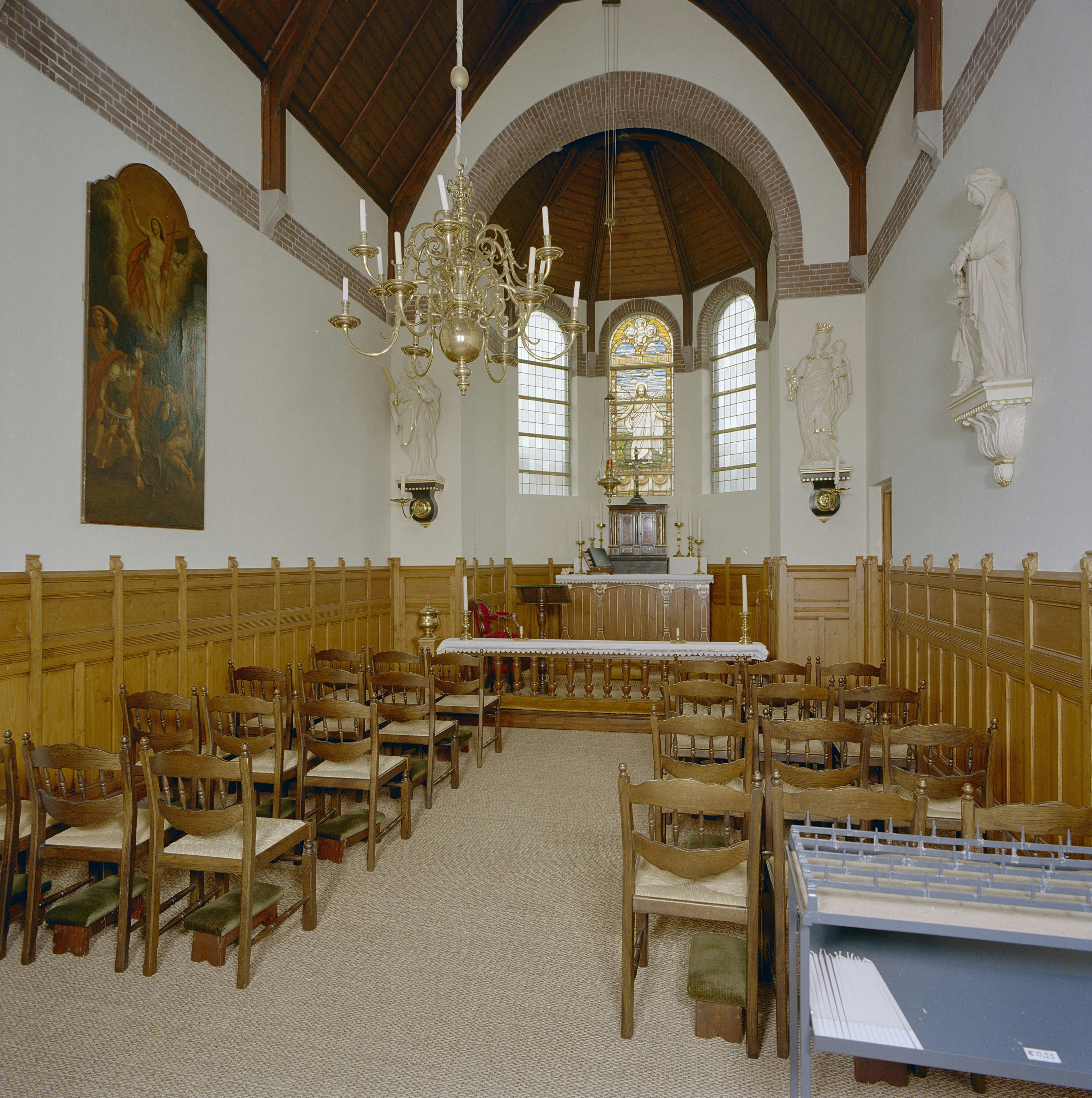
Kerkinterieur, overzicht naar het westen (2002)
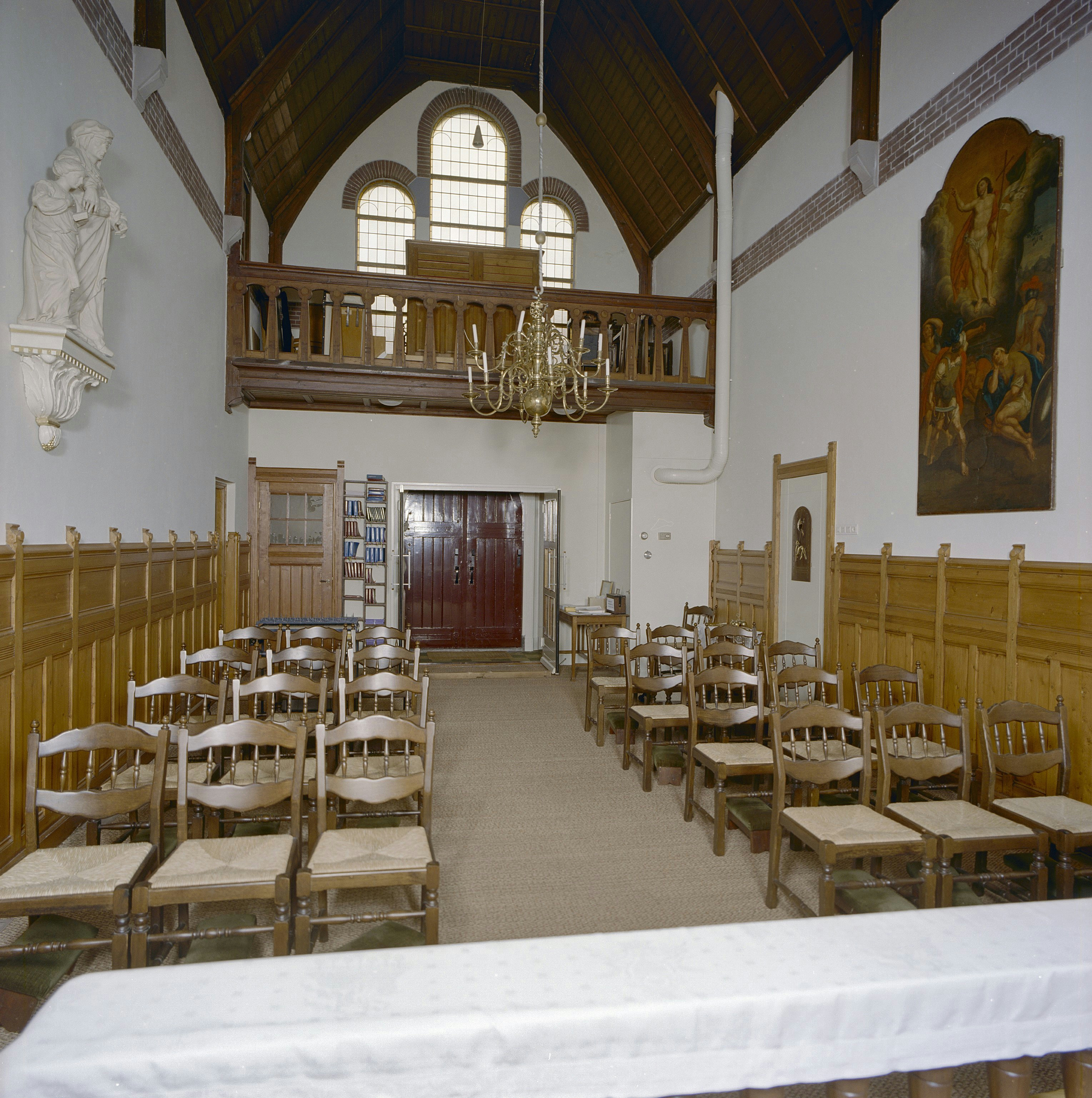
Kerkinterieur, overzicht naar het oosten (2002)
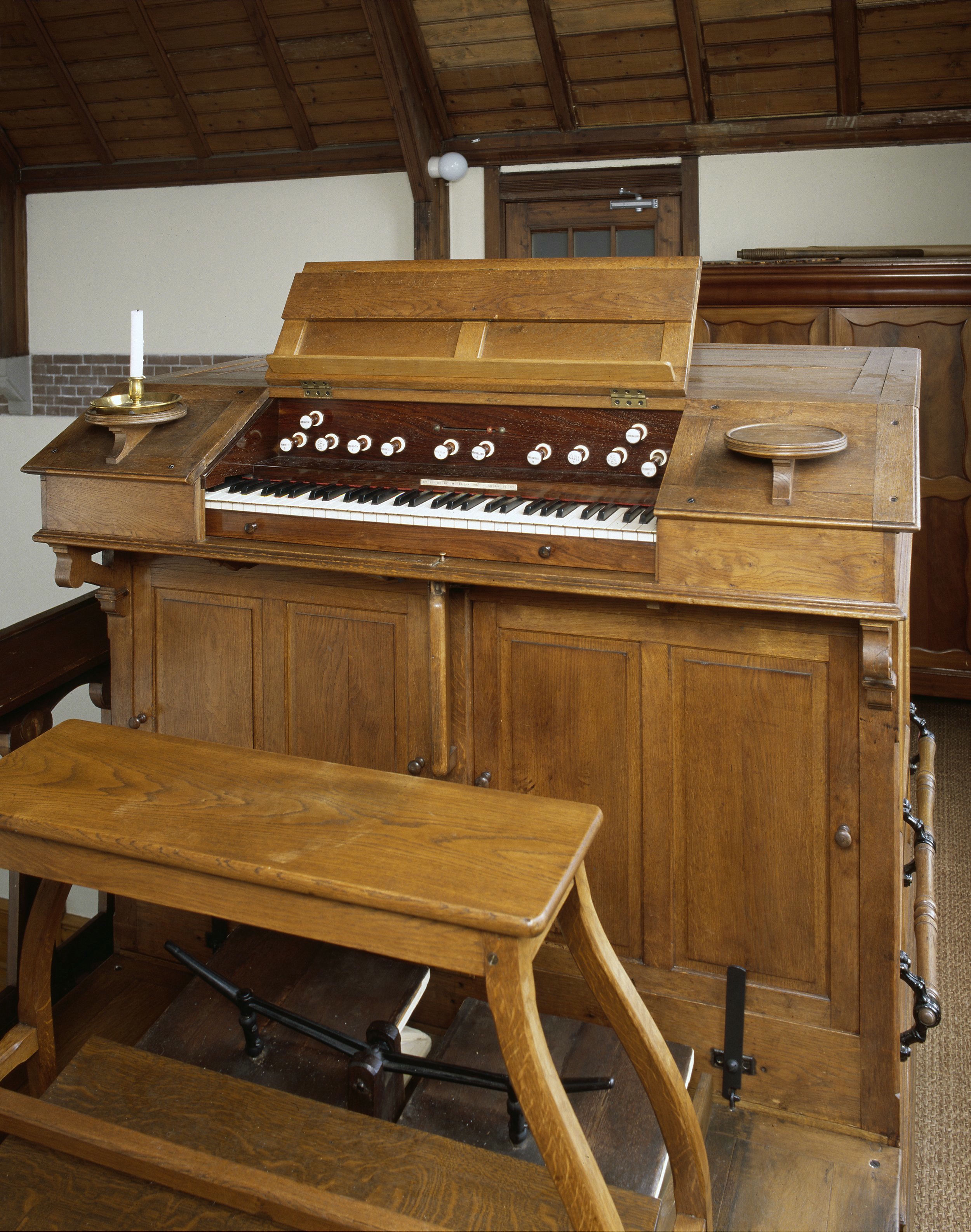
Aanzicht orgel (2002)